# Flyest

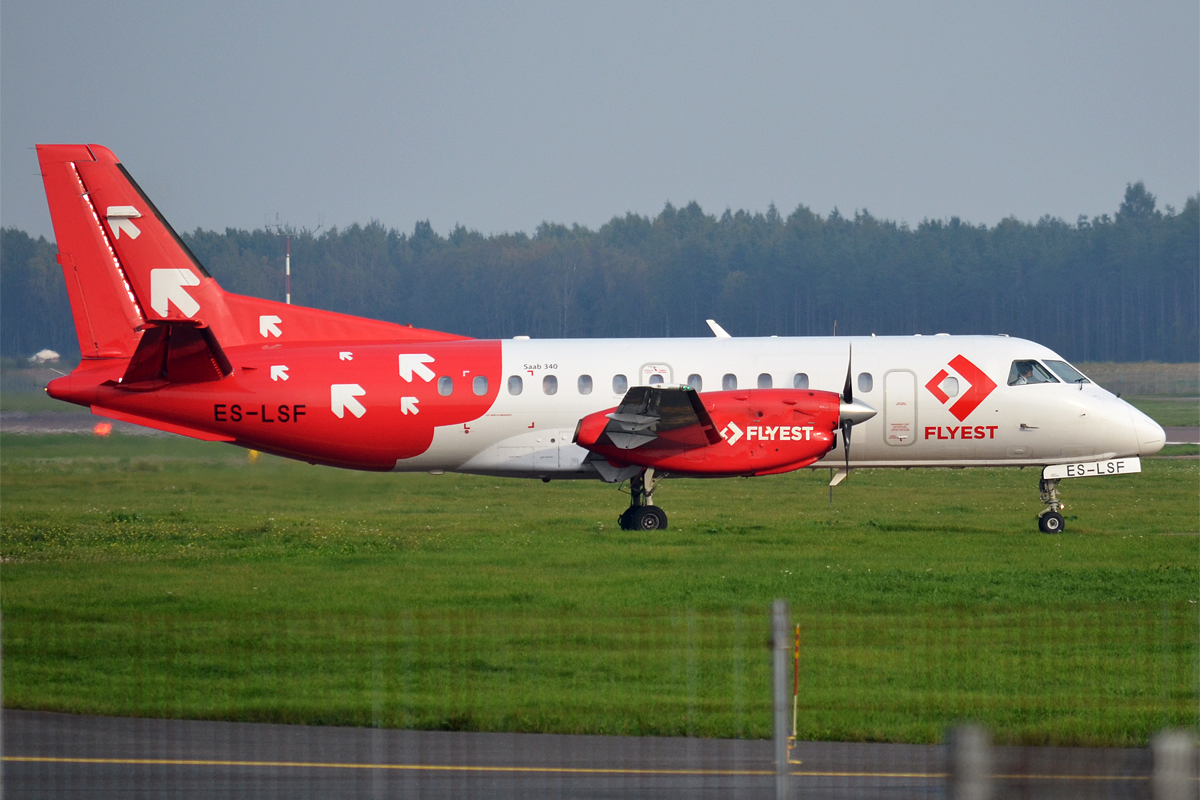
Flyest Saab 340 AF в аеропорту Таллінна

FLYEST — бренд пасажирських чартерних авіакомпаній, заснований 31 серпня 2015 року естонською вантажною авіакомпанією Airest. 

Гасло компанії — «Надати людям авіацію». 

## Історія
31 серпня 2015 року перший літак FLYEST SAAB 340 ES-LSF почав виконувати польоти для Estonian Air за маршрутом Стокгольм — Таллінн — Санкт-Петербург. 
7 листопада 2015 року через банкрутство Estonian Air Airest більше не виконує рейси Стокгольм – Таллінн – Петербург. 
Airest також працював на лініях до Осло та Вільнюса.

## Флот
- 1 Saab 340A зареєстрований ES-LSF. 33-місний літак.